# Ракетные войска и артиллерия Украины
Ракетные войска и артиллерия (РВиА, укр. Ракетні війська та артилерія України) — отдельный род войск в составе Сухопутных войск и Военно-морских сил Вооружённых сил Украины. Артиллерийские войска являются основной огневой силой в операциях, проводимых Сухопутными войсками с применением обычного оружия, и выполняют до 65—70 % от общего объёма задач огневого поражения противника.
Ракетные войска и артиллерия состоят из соединений оперативно-тактических и тактических ракет, соединений и частей гаубичной, пушечной, реактивной и противотанковой артиллерии, артиллерийской разведки, минометных подразделений и подразделений противотанковых управляемых ракет. Они предназначены для поражения живой силы, танков, артиллерии, противотанковых средств противника, авиации, объектов ПВО и других важных объектов при ведении общевойсковой операции (боя).
Вооруженные силы Украины имеют 10 бригад и 1 полк в составе Сухопутных войск, а также одну бригаду и один полк в составе ВСУ.

## История

### Советский период
Военное противостояние СССР и США больше всего проявилось в так называемой гонке вооружений и особенно её ракетно-ядерном компоненте. В результате возникли новые виды вооруженных сил. Ракеты разного типа с ядерными боевыми зарядами стали их основным вооружением. В систему стратегических ядерных сил входят ракетные войска наземного базирования, ракетные боевые комплексы на подводных лодках и ракетные части военно-воздушных сил.
Критического уровня ядерное противостояние достигло в 1962 г. Тогда 51-я отдельная ракетная дивизия, сформированная из частей 43-й ракетной армии, находясь на территории Кубы, готова была нанести 27 октября ракетно-ядерный удар по территории США 24 ракетами Р-12. Вооруженные силы США также приготовились к ядерным ударам по территории СССР. Мир оказался на грани ядерной войны. К счастью, менее чем за месяц кризис удалось преодолеть.
На территории Украины, начиная с 1960 г., на базе частей 43-й воздушной армии формировались части ракетных войск. 43-я ракетная армия со штабом в Виннице имела в своем составе 19-ю (Хмельницкий (город)), 37-ю (Луцк), 46-ю (Первомайск), 50-ю (с.Белокоровичи), 35-ю (Орджоникидзе, Россия), 44-ю (Коломыя), 43-ю (Ромны) ракетные дивизии и части обеспечения.
Между 1988 и 1991 гг. ликвидированы все ракеты средней и малой дальности класса РСД-10 (СС-20, «Пионер»), Р-12 (СС-4, «Сандал»), Р-14.

### Независимая Украина
На вооружении армии на начало 1994 г. находились 176 ракетных комплексов типа «ОС», имевших на вооружении 130 ракет РС-18 (СС-19) и 46 ракет РС-22 (СС-24), с 1272 ядерными боевыми зарядами. Кроме этого, в Украине было 2500 единиц тактического ядерного оружия. В 1993—1994 гг. сняты с боевого дежурства в 19-й и 46-й ракетных дивизиях 40 ракет РС-18 (СС-19) и снижена степень боевой готовности ещё 46 ракет РС-22 и их пусковых комплексов, а также стратегических бомбардировщиков Ту-95МС и Ту-160. В 2001 г. работы, связанные с ядерным разоружением и ликвидацией ядерного оружия в Украине, завершились подрывом последней шахтно-пусковой установки. Масштабная ликвидация ядерного вооружения состоялась впервые. Украина продемонстрировала всему миру в этом пример.
Общественность и мир должны видеть и знать, что такое ракетно-ядерное вооружение, которое размещалось на территории Украины. Для этого в Украине в поселке Побугском Голованевского района Кировоградской области на базе полка 46-й ракетной дивизии создан Музей ракетных войск стратегического назначения. Он представляет собой боевую стартовую позицию с шахтно-пусковой установкой, командным пунктом запуска ракеты, наземным оборудованием и разнообразными вспомогательными механизмами. Все сохранено в первоначальном виде.
До 2013 года рассматривалась возможность разработки и налаживания серийного выпуска Оперативно-тактического комплекса «Сапсан» путём привлечения КБ Южное и Южмаша. Комплекс должен был стать основой будущих Стратегических сил неядерного сдерживания. Однако, позже проект был закрыт. Были начаты работы по трем направлениям «Гром-2», «Коршун-2» и РСЗО с корректированным боеприпасом «Ольхи». На замену устаревшей машине «БМ-21 Град» создана серия «Бастион-01», постепенно эволюционировавшая до РСЗО «Верба». Комплекс «Бастион-03» на замену РСЗО «Ураган» принят на вооружение Украинской армии.
Для борьбы с потенциальным противником предлагается к принятию на вооружение ряда новых комплексов отечественного производства таких как комплекс Комбат, «Стугна», «Барьер», «Скиф», «Корсар», «Альта», «Грань».
В 2017 году было объявлено о планах постепенного перехода крупнокалиберной артиллерии Вооруженных сил Украины на «НАТОвский» калибр 155 мм (что отличается от советского 152 мм). В рамках перехода планируется также построение завода для производства широкого спектра боеприпасов, в том числе и 155 мм.
Во время посещения Министром обороны Украины Степаном Полтораком репетиции Парада к 27-й годовщине Независимости Украины, отвечая на вопрос журналистов о САУ «Богдана» рассказал, что 10 августа 2018 года будет принято решение о принятии на вооружение 155-мм пушки. Также Полторак добавил, что уже по состоянию на 7 августа она проходит испытания.
На 2019 год запланировано формирование первых штатных артиллерийских подразделений, имеющих на вооружении высокоточное систему залпового огня «Ольха» и систему «Верба».

## Структура
Организационно ракетные войска и артиллерия состоят из соединений, частей оперативно-тактических и тактических ракет реактивной артиллерии большого калибра. Артиллерия состоит из соединений (частей, подразделений) гаубичной, пушечной, реактивной, минометов, а также артиллерийской разведки, управления и обеспечения.
Части и подразделения ракетных войск и артиллерии организационно входят в виды и рода войск ВС Украины и иных её военизированных структур:
- ракетные войска и артиллерию Сухопутных войск Украины;
- ракетные войска и артиллерию войск береговой обороны Украины;
- артиллерию десантно-штурмовых войск Украины;
- артиллерию государственной пограничной службы Украины (минометные подразделения);
- артиллерию национальной гвардии Украины.

### Артиллерия СВ

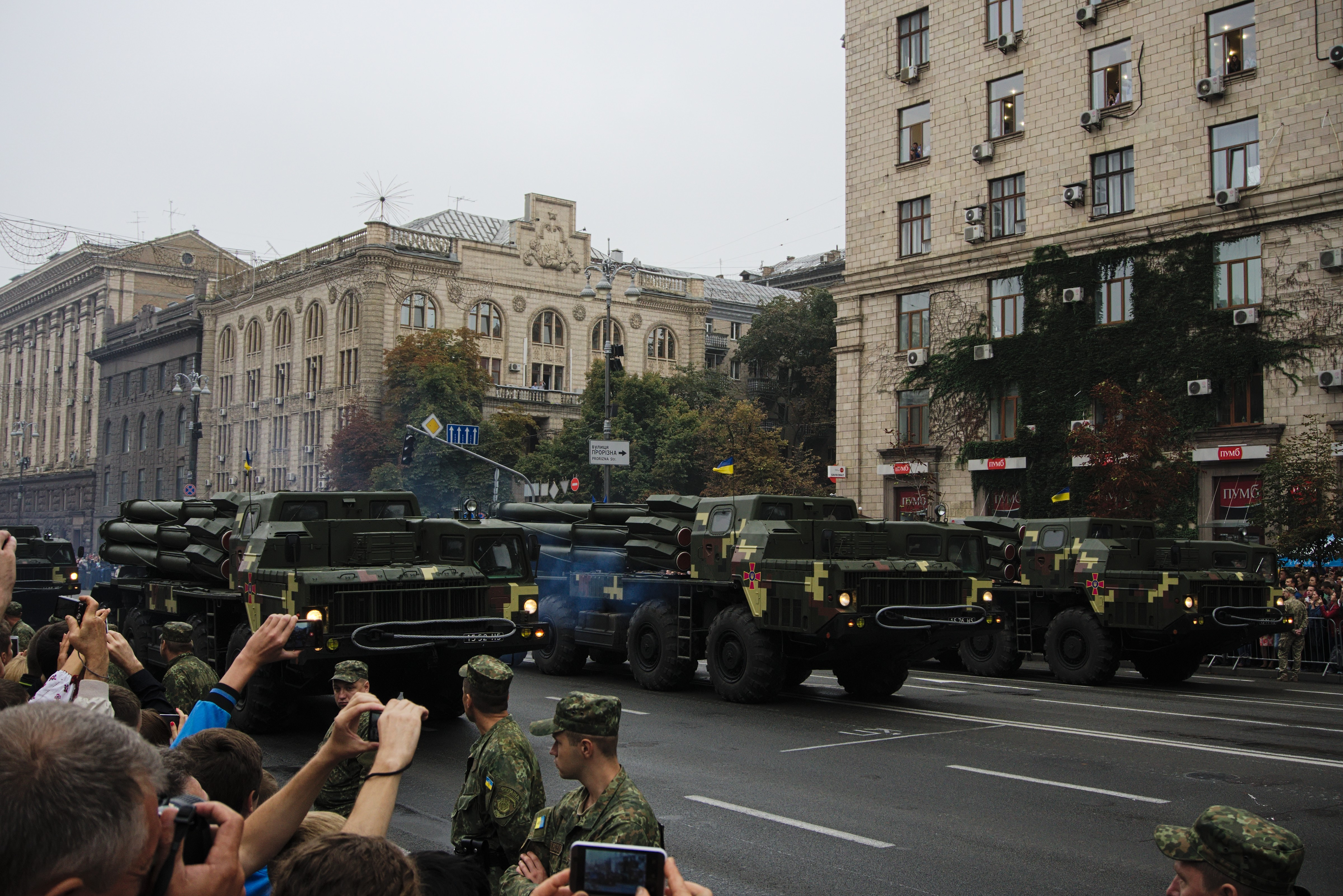
9К58 «Смерч» на параде ко Дню Независимости Украины, 2016 г.

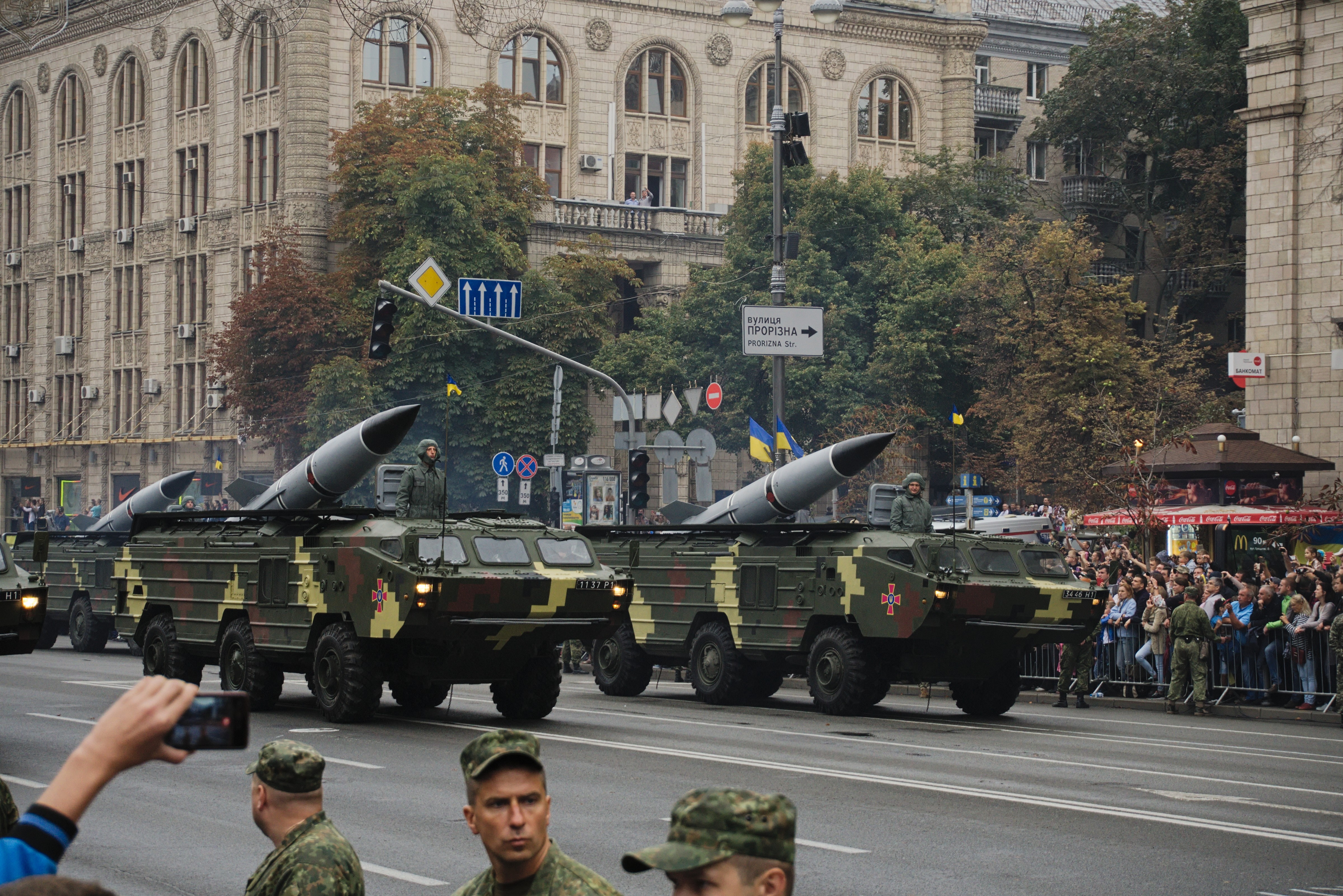
9К79 «Точка-У» (19 ОРБр) на параде ко Дню Независимости Украины, 2016 г.

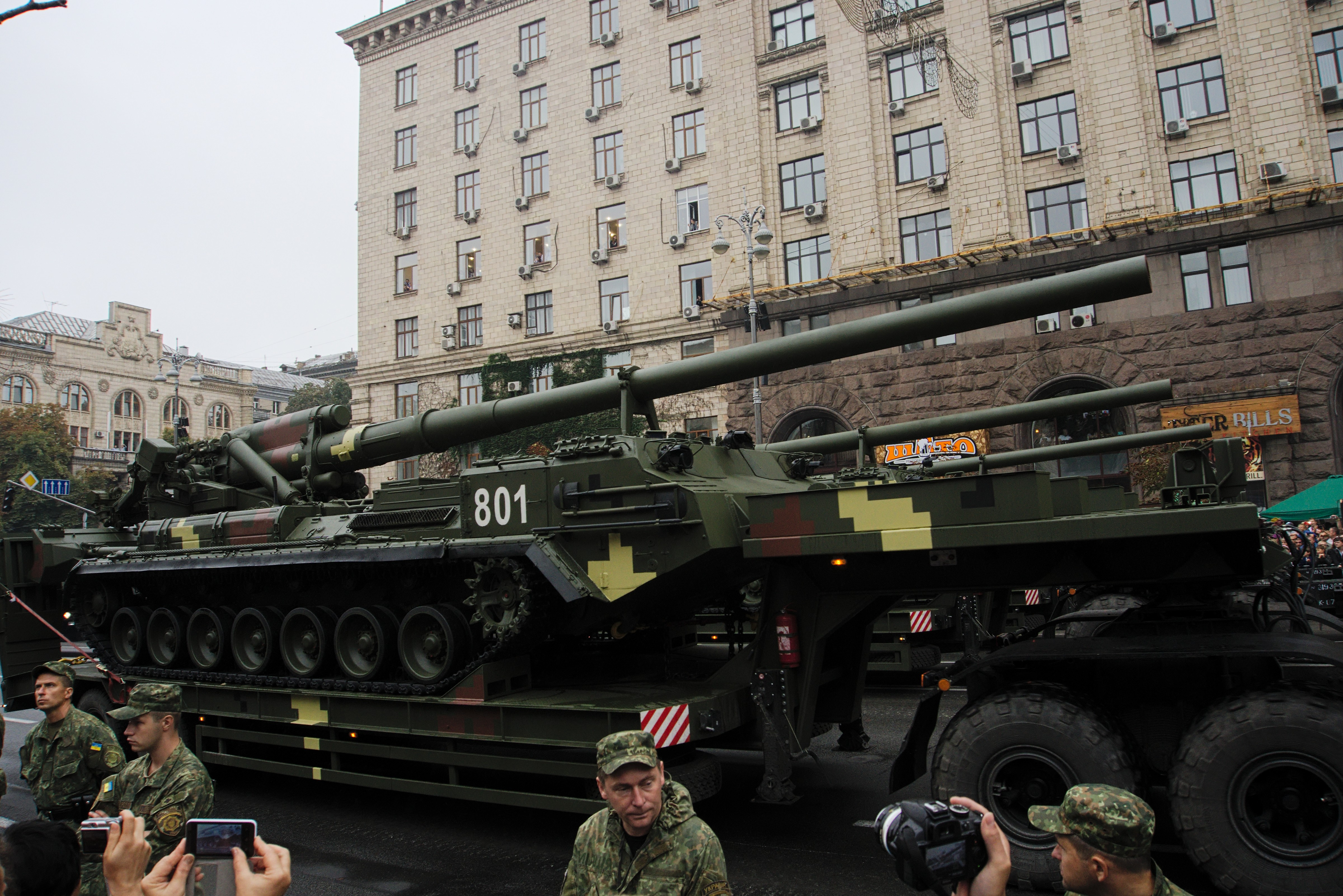
2С7 «Пион» (43 ОАБр ОП) на параде ко Дню Независимости Украины, 2016 г.

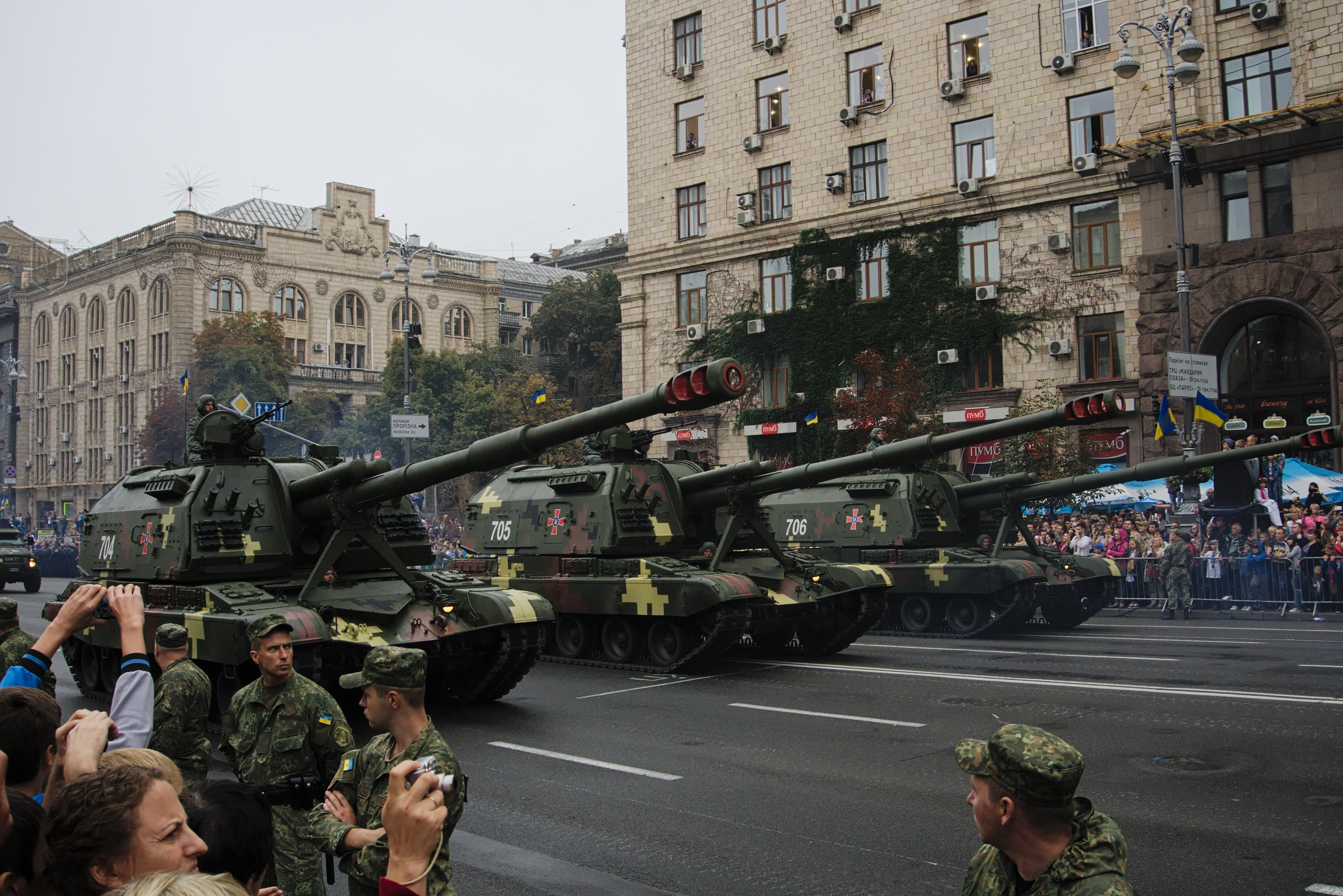
Мста-С 2С19 «Мста-С» (26 ОАБр) на параде ко Дню Независимости Украины, 2016 г.

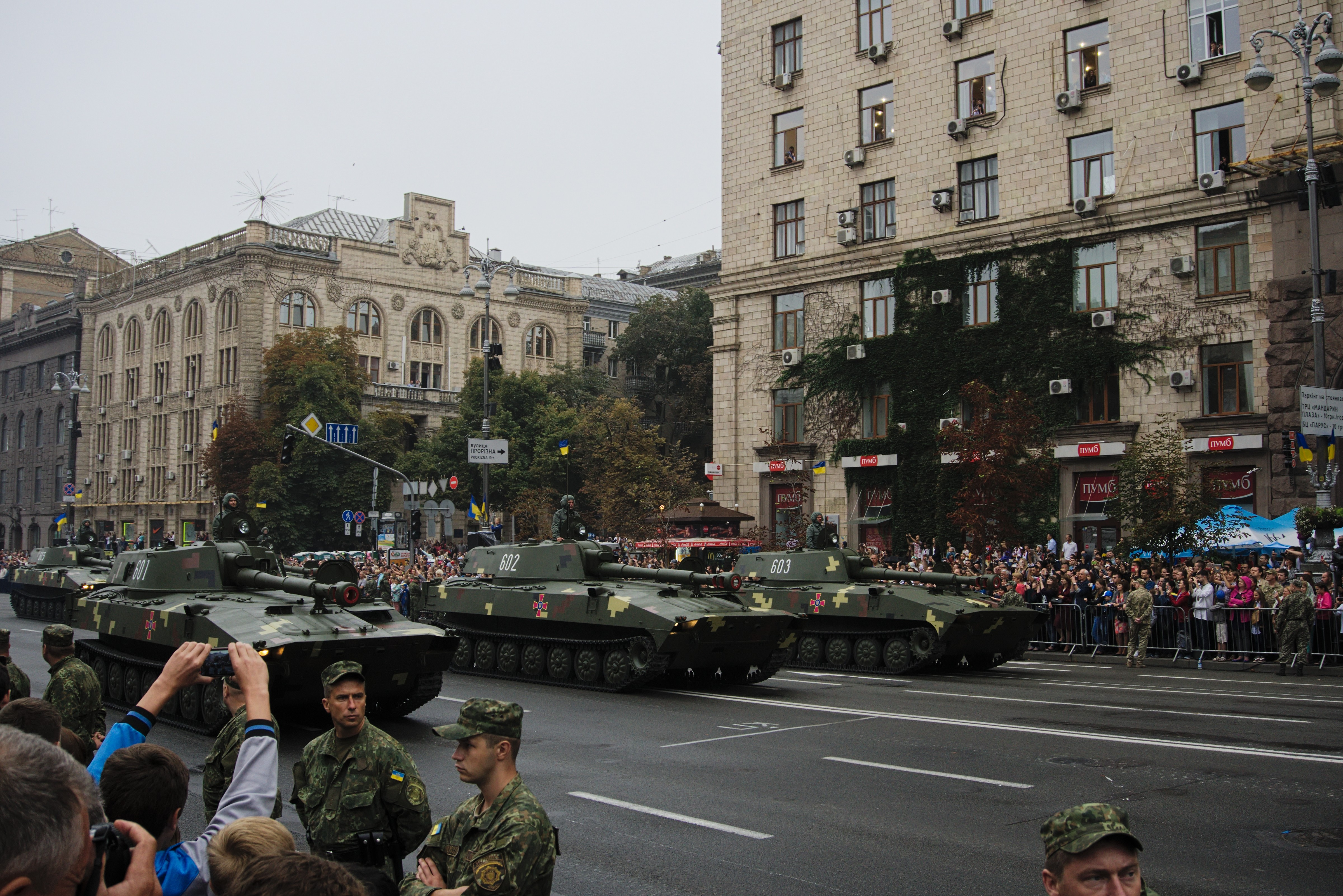
2С1 "Гвоздика" (72 ОМБр) на Парад в честь дня Независимости Украины / параде ко Дню Независимости Украины, 2016 г.

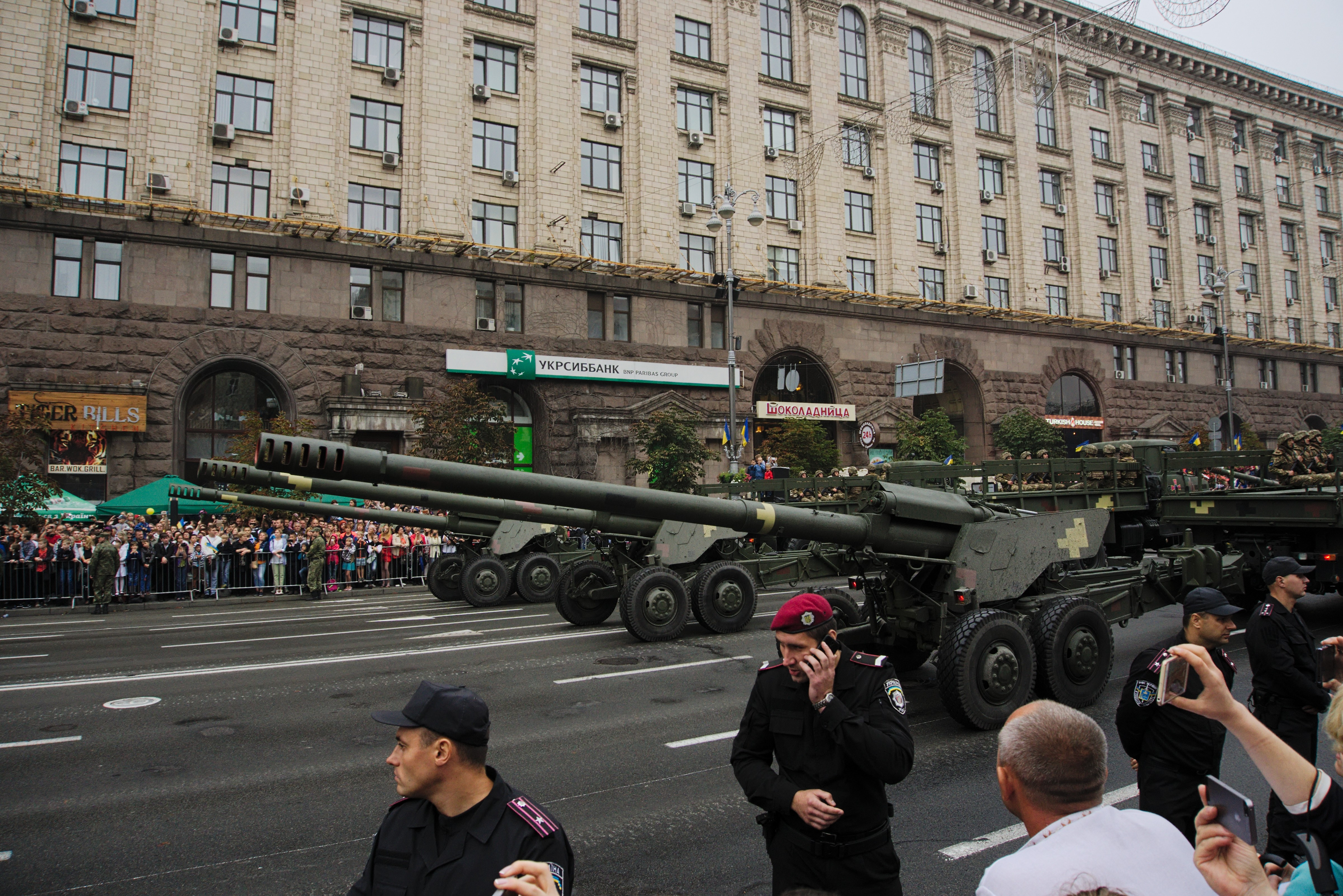
2А36 «Гиацинт-Б" на Парад в честь дня Независимости Украины / параде ко Дню Независимости Украины, 2016 г.

7 артиллерийских бригад (1 большой мощности), 2 реактивные артиллерийские бригады, 1 реактивный артиллерийский полк, 1 ракетная бригада

#### Бригады
Ракетные
- 19-я отдельная ракетная бригада — Хмельницкий, непосредственного подчинения Командованию СВ

Реактивные
- 27-я отдельная реактивная артиллерийская Сумская бригада — Сумы, непосредственного подчинения Командованию СВ
- 107-я реактивная артиллерийская бригада — Кременчуг, непосредственного подчинения Командованию СВ

Большой мощности
- 43-я отдельная артиллерийская бригада большой мощности — Девички (Киевская область) Переяслав-Хмельницкого района Киевской области, непосредственного подчинения Командованию СВ

Прочие
- 26-я отдельная артиллерийская бригада имени генерала-хорунжего Романа Дашкевича — Бердичев, ОК «Север»
- 38-я отдельная артиллерийская бригада[4] — Попельня
- 40-я отдельная артиллерийская бригада — Первомайск Николаевской области, ОК «Юг»
- 44-я отдельная артиллерийская бригада — Тернополь, ОК «Запад»
- 45-я отдельная артиллерийская бригада[5][6] Яворов
- 55-я отдельная артиллерийская бригада «Запорожская Сечь» — Запорожье, ОК «Восток»

#### Полки
- 15-й реактивный артиллерийский Киевский полк — Дрогобыч, непосредственного подчинения Командованию СВ
- 356-й Учебный артиллерийский полк — Старичи

#### Бригадные артиллерийские группы
- 53-я бригадная артиллерийская группа 24-й отдельной механизированной бригады
- Бригадная артиллерийская группа 28-й отдельной механизированной бригады
- Бригадная артиллерийская группа 30-й отдельной механизированной бригады
- Бригадная артиллерийская группа 53-й отдельной механизированной бригады
- 55-я бригадная артиллерийская группа 72-й отдельной механизированной бригады
- Бригадная артиллерийская группа 92-й отдельной механизированной бригады
- Бригадная артиллерийская группа 93-й отдельной механизированной бригады
- 17-бригадная артиллерийская группа 128-й отдельной горно-пехотной бригады
- Бригадная артиллерийская группа 1-й отдельной танковой бригады
- Бригадная артиллерийская группа 17-й отдельной танковой бригады
- Бригадная артиллерийская группа 25-й отдельной воздушно-десантной бригады

### Артиллерия ВМС
- 406-я отдельная артиллерийская бригада имени генерал-хорунжего Алексея Алмазова г. Николаев
- 32-й реактивный артиллерийский полк c. Алтестовое

### Артиллерия ДШВ
- 148 отдельный гаубичный самоходный артиллерийский дивизион[7] — планируется[когда?] развертывания в полк

### Учебные части
- межвидовой центр подготовки ракетных войск и артиллерии, Девички в/ч А2399[8][9][10]

## Расформированные соединения
- 184-я артиллерийская бригада большой мощности, Рауховка (Березовка-2), Одесская область[11]
- 190-я артиллерийская бригада большой мощности, Березино, Одесская область[12]
- 192-я тяжелая гаубичная артиллерийская бригада, Белая Церковь, Киевская область[13]
- 238-я тяжелая гаубичная артиллерийская бригада, Запорожье (Новая Александровка), Запорожская область[14]
- 430-я тяжелая гаубичная артиллерийская бригада, Жовква, Львовская область[15]
- 219-я артиллерийская бригада, Турка, Львовская область[16]
- 404-я артиллерийская бригада, Новоград-Волынский, Житомирская область[17]
- 461-я ракетная бригада, Славута
- 66-й артиллерийский корпус
- 331-я артиллерийская бригада[5]

1992
- 177-я ракетная бригада, Емильчино

1994
- 162-я ракетная бригада, Белая Церковь

2001
- 155-й самоходный артиллерийский полк, в/ч А1802, Смела
- 301-я артиллерийская бригада
- 1399-й противотанковый артиллерийский полк

2003
- 159-я ракетная бригада, в/ч А1575
- 816-й реактивный артиллерийский Эльбингский полк (32 АК)
- 123-я гвардейская ракетная Брянско-Берлинская ордена Красного Знамени бригада, в/ч А1002, Конотоп, Сумская область.[18][19]

2004
- 188-я артиллерийская бригада большой мощности, Куйбышево, Житомирская область[20]
- 199-я гвардейская ракетная Дрезденская ордена Александра Невского бригада, Девички
- 432-я ракетная бригада, м. Надворная
- 459-я ракетная бригада, г. Белая Церковь
- 761-й отдельный разведывательный артиллерийский полк, в/ч А1676, Смела

2005
- 802-й реактивный артиллерийский полк, в/ч А3799, Ковель
- 961-й реактивный артиллерийский полк, в/ч А1020, Фастов

2013
- 11-я отдельная артиллерийская бригада[21]

2015
- 6-й учебный артиллерийский полк

## Командующие
- (1996—2000) генерал-лейтенант Терещенко Владимир Иванович
- (2000—2005) генерал-лейтенант Николай Грицай
- (2005—2008) генерал-майор Владимир Рябоконь
- (2008—2015) генерал-майор Андрей Коленников
- (2016) генерал-майор Горбылёв Вячеслав Юрьевич[22]

## Вооружение
На вооружении соединений, частей и подразделений РВиА находятся:
- Ракетные комплексы оперативно-тактических, тактических ракет «Точка-У», «Гром »
- Реак;тивные системы залпового огня типа «Смерч», «Ураган», «Град», «HIMARS», «M270 MLRS», «Ольха», «Буран», «Верба», «Бастион-01», «Бастион-02» «Бастион-03», «RM-70»,
- Самоходные пушки и гаубицы «Мста-С», «Гиацинт-С», «Пион», «Акация», «Гвоздика»,« Богдана», «AHS Krab» «Zuzana», «Dana», «M109», «PzH 2000», «CAESAR», «Archer», «AS-90», «2С9»
- Буксируемые гаубицы «Мста-Б», «Д-30», «Д-20», «M777», «М114», «FH70», «TRF1», «М-46», «M101», «M119», «L118», «МТ-12»;
- Гусеничные противотанковые орудия «Штурм»;

## Боеприпасы
По оценке специалистов фонда Карнеги, во время летнего наступления 2023 года ежемесячный расход снарядов ВСУ составлял 220-240 тыс. снарядов крупного калибра (152 мм и 155 мм)

## Международные учения
На 2019 год был запланирован дебют участия украинской артиллерийской батареи на международных учениях Dynamic Front в Германии.